# Isla de Anacoco
Isla de Anacoco – wyspa na rzece Cuyuni, na granicy Wenezueli i terytorium Guayana Esequiba, będącego od 1966 roku przedmiotem sporu pomiędzy Wenezuelą a Gujaną. De facto wyspę przecina granica gujańsko-wenezuelska.